# Plano Real
Il Plano Real fu un provvedimento economico messo a punto dal governo brasiliano.

## Il provvedimento
Messo a punto nel 1994, vinse la guerra contro l'inflazione. Le sue condizioni erano piuttosto restrittive; un tasso di cambio semi rigido e sopravvalutato, alti tassi di interesse ed un eccessivo flusso di capitali stranieri, prevalentemente speculativi, ne definivano i limiti. Le contraddizioni interne al Piano accelerarono la crescita del debito esterno ed interno; trasformarono il surplus del mercato estero in deficit e crearono grandi problemi nella bilancia dei pagamenti. La vulnerabilità esterna e la crisi finanziaria internazionale del 1990 fecero crollare l'economia del Brasile alla fine del 1998. Dopo questo collasso, le politiche macroeconomiche cambiarono e si posero tre principali priorità: bassa inflazione, un tasso di cambio flessibile e la generazione di surplus per prevenire il debito.